# Weinsheim (Eifel)
Weinsheim település Németországban, Rajna-vidék-Pfalz tartományban. Lakosainak száma 1044 fő (2023. december 31.).

## Népesség
A település népességének változása:
| Lakosok száma | 708  | 1016 | 1024 | 996  | 1011 | 1044 |
|               | 1975 | 2017 | 2019 | 2021 | 2022 | 2023 |